# 人皆有死
《人皆有死》（英語：Everybody Dies），是美國電視醫務劇《豪斯医生》第八季的最後一集，亦是全部《豪斯医生》節目的最後一集，於美國在2012年5月21日由福克斯廣播公司播出。

## 評論
大眾對此節目的評論大致上是正面的。評論網站電視狂熱（TV Fanatic）的用戶麗莎帕爾默給了此節目4.8/5的分數，並表示滿意這個結局；然而在另一評論網站影音俱樂部，有會員給予此節目一個D+的評級，指出“《人皆有死》是野心的失敗”。